# 虚無戦記
『虚無戦記』（きょむせんき）は、石川賢による日本の漫画作品。
石川賢の過去の作品を同一世界観の物語としたうえで、多量の加筆によって一本の作品として再構成したもの。1999年から2000年にかけて、双葉社のアクションコミックスより出版された。

## ストーリー
儒生暦という時間軸のもと、いくつもの時空（平安時代〜近未来の日本と、何処かの宇宙）を舞台に、ラ＝グースと呼ばれる宇宙規模の脅威となる存在と、それに立ち向かう勢力の戦いを描いている。

## 組み込まれた作品

### 長編
虚無戦史MIROKU
江戸時代初期（1615年）が舞台。九龍城の若き城主・弥勒が主人公。
九龍城の謎を巡り、怪物級の能力を持つ九龍一族と、妖怪・真田幸村率いる真田十勇士との戦いを描く。
5000光年の虎
宇宙を舞台にしたSF作品。主人公は虎と名乗るエスパー・サイボーグ。
家族を殺された虎の復讐が「神の軍団」との戦いへとエスカレートする。
スカルキラー邪鬼王
現代の日本が舞台。主人公は一般学生の島本瞬。
愛犬ジャッキを組み込んだ巨大ロボット・邪鬼王を相棒に、復活したムー帝国との戦いを描く。
- 『スカルキラー邪鬼王』は、本作の文庫化に際し組み入れられたが、作者は2000年4月9日刊行の双葉社版『スカルキラー邪鬼王』収録のインタビューにて当初からその構想はあったと述べている。

邪鬼王爆烈
核戦争後の日本が舞台のSF作品。主人公は空海坊爆烈という若き僧侶。
全ての文明が滅び去った世界で関東に眠る秘密をめぐって、残虐無比な魔蝋軍と、音速を越えた拳を爆裂させる拳法「爆烈拳」を操る爆烈との戦いを描く。

### 短編
新羅生門
平安時代の羅生門を舞台に、魔物と人の恐ろしさを描く。
忍法・本能寺 果心居士の妖術
織田信長暗殺のため本能寺の変を起こさせるべく、明智光秀を影から操った果心居士の物語。
次元生物奇ドグラ
オカルト作品。初出はコミックボンボン1985年夏休み増刊号。
夏休み、たかし達数人は担任の実家（山寺）で林間学校を開いてもらう。その村には土暗（どぐら）古墳と聖剣の伝説があった。偶然から古墳の入り口を発見したたかしだったが、同時に異次元生物・ドグラを復活させてしまう。
ドグラ戦記
徳間書店キャプテン7月号増刊「Comicカ－ニバル」vol.1（1987年7月）掲載の読み切り作品。『スカルキラー邪鬼王』2巻に収録。
現代日本を舞台に、男女ペアのドグラハンターの活躍を描く。夢枕獏の「闇狩り師」シリーズを彷彿とさせる作品。

## 他作品との関係

### 石川賢の漫画作品
禍 -MAGA-
新兵衛解体記 妄霊変化
一部の用語や設定に、本作と共通する物が登場している。

### OVA
真ゲッターロボ 世界最後の日
新ゲッターロボ
二作品共に、本作から引用されたデザインが重要な存在として登場している。
ただし、これらの作品は関連付けて考察されることも多いが、『虚無戦記』と同一世界観であると明言されている訳ではない。